# Ottó Bláthy
Ottó Titusz Bláthy (11 de agosto de 1860 – 26 de setembro de 1939) foi um engenheiro eletricista húngaro. Em sua carreira, ele se tornou o co-inventor do transformador elétrico moderno, do regulador de tensão, do medidor de watt-hora AC, capacitor do motor para o motor elétrico monofásico (CA), o turbogerador e o turbogerador de alta eficiência.

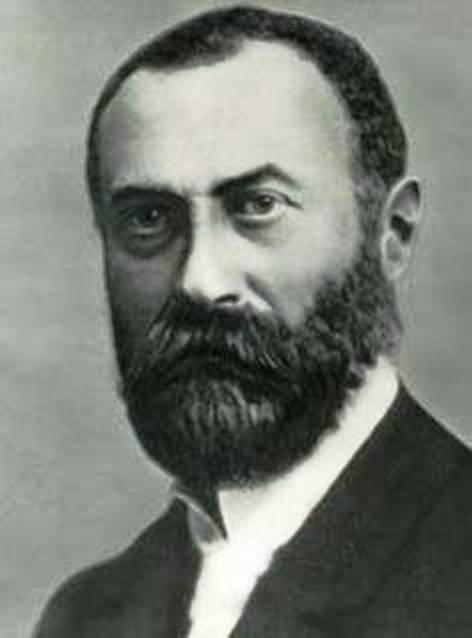
Ottó Bláthy

A carreira de Bláthy como inventor começou durante seu tempo na Ganz Works em 1883. Lá, ele conduziu experimentos para criar um transformador. O nome "transformador" foi criado por Bláthy. Em 1885, o transformador de corrente alternada modelo ZBD foi inventado por três engenheiros húngaros: Ottó Bláthy, Miksa Déri e Károly Zipernowsky. (ZBD vem das iniciais de seus nomes). No outono de 1889, ele patenteou o wattímetro AC. 

## Juventude
Frequentou escolas em Tata e Viena , onde obteve o diploma de maquinário em 1882. Entre 1881 e 1883 trabalhou na oficina de maquinário dos Caminhos de Ferro Húngaros (MAV). Atraído pelos sucessos de Károly Zipernowsky, ele se juntou à sua equipe em 1º de julho de 1883. Ele admitiu não ter aprendido nada sobre eletrotécnica na universidade, então começou a aprender a teoria sozinho. Usando as equações de Maxwell, ele inventou uma abordagem prática de dimensionamento de bobinas magnéticas. Kapp e Hopkinson (que deram nome à lei de Hopkinson) publicaram suas descobertas somente mais tarde, em 1886 e 1887, respectivamente.

## Vida profissional
Seu método de cálculo prático foi crucial na construção do primeiro transformador prático. Com base em suas descobertas, ele reconstruiu suas máquinas em 1883 e obteve melhor eficiência com o mesmo peso. Ele foi o primeiro a investigar os problemas de dissipação de calor dos motores elétricos e, nessa época, a conexão entre a densidade de corrente e o calor foi determinada.
Na Exposição Nacional Italiana de Turim em 1884, ele viu o sistema de "gerador secundário" (ou seja, transformador CA) de Gaulard e Gibbs e decidiu melhorá-lo. Incluindo um campo magnético de circuito fechado, com base nas descobertas de Faraday, ele conduziu experimentos com Miksa Déri no verão de 1884 na fábrica de Ganz . Com base nessas experiências, eles inventaram o transformador em 1885, que foi apresentado na Exposição Nacional de Budapeste em 1885. No outono de 1884, Károly Zipernowsky , Ottó Bláthy e Miksa Déri (ZBD), três engenheiros húngaros associados à Ganz Works, havia determinado que os dispositivos de núcleo aberto eram impraticáveis, pois eram incapazes de regular a tensão de forma confiável.  Em seus pedidos de patente conjunta de 1885 para novos transformadores (mais tarde chamados de transformadores ZBD), eles descreveram dois projetos com circuitos magnéticos fechados onde enrolamentos de cobre eram enrolados em torno de um núcleo de anel de fio de ferro ou cercados por um núcleo de fio de ferro.  Os dois projetos foram a primeira aplicação das duas construções básicas de transformadores de uso comum até hoje, denominadas "forma de núcleo" ou "forma de casca".  A fábrica de Ganz também entregou no outono de 1884 os primeiros cinco transformadores CA de alta eficiência do mundo, a primeira dessas unidades tendo sido enviada em 16 de setembro de 1884. Esta primeira unidade foi fabricada com as seguintes especificações: 1.400 W, 40 Hz, 120:72 V, 11,6:19,4 A, relação 1,67:1, monofásica, forma de concha. 
Em ambos os projetos, o fluxo magnético ligando os enrolamentos primário e secundário viajou quase inteiramente dentro dos limites do núcleo de ferro, sem nenhum caminho intencional através do ar (ver núcleos toroidais abaixo). Os novos transformadores eram 3,4 vezes mais eficientes do que os dispositivos bipolares de núcleo aberto de Gaulard e Gibbs.  As patentes ZBD incluíam duas outras grandes inovações inter-relacionadas: uma relativa ao uso de cargas de utilização conectadas em paralelo, em vez de conectadas em série, a outra relativa à capacidade de ter transformadores de alta relação de espiras, de modo que a tensão da rede de alimentação pudesse ser muito maior (inicialmente 1.400 a 2.000 V) do que a tensão das cargas de utilização (100 V inicialmente preferido). Quando empregados em sistemas de distribuição elétrica conectados em paralelo, os transformadores de núcleo fechado finalmente tornaram técnica e economicamente viável o fornecimento de energia elétrica para iluminação em residências, empresas e espaços públicos. Bláthy sugeriu o uso de núcleos fechados, Zipernowsky sugeriu o uso de conexões shunt paralelas e Déri realizou os experimentos;  No início de 1885, os três engenheiros também eliminaram o problema das perdas por correntes parasitas com a invenção da laminação de núcleos eletromagnéticos. 
O primeiro exemplar do medidor de quilowatt-hora AC produzido com base na patente do húngaro Ottó Bláthy e nomeado após ele foi apresentado pela Ganz Works na Feira de Frankfurt no outono de 1889, e o primeiro medidor de quilowatt-hora por indução já foi comercializado pela fábrica no final do mesmo ano. Estes foram os primeiros medidores de watt-hora de corrente alternada, conhecidos pelo nome de Bláthy-meters.  Os medidores de quilowatt-hora AC usados atualmente operam com o mesmo princípio da invenção original de Bláthy. 
Em 1886 Blathy empreendeu uma viagem para a América, onde também visitou a Edison Works. Foi lá que ele observou que os parâmetros das bobinas de excitação das máquinas a serem produzidas eram estabelecidos com base em tabelas empiricamente estabelecidas. Blathy provou que esses dados também podem ser derivados de cálculos rigorosos, conquistando assim a admiração dos engenheiros da fábrica. Ele não ficou na América por muito tempo.
Com base nas opiniões de Galileu Ferraris, o governo italiano encomendou um transformador de força para Roma, que foi instalado em outubro de 1886. Posteriormente, projetaram uma usina para Tivoli, construída por Ganz, com seis turbinas hidráulicas e 5000 V, que foram trabalhadas em paralelo com os antigos geradores a vapor . Esta foi a primeira vez na história que duas usinas de alta tensão foram conectadas.

## Problemas de xadrez
Além de seu trabalho científico, Bláthy é conhecido como autor de problemas de xadrez. Ele se especializou no campo de moremovers muito longos , também conhecidos como longmovers. (ver grotesco (xadrez) para um de seus problemas).